# Norfolk grófja
A Norfolk grófja cím az angol főnemesség (Peerage of England) rendszerében többször is létrehozott rang volt. Első ízben 1070-ben hozták létre, és az első jelentős család, amely viselte, a Bigod család volt a XII. és XIII. században, majd később a Mowbray család, akik később Norfolk hercegei is lettek. A Bigodok William Marshal női ágon való leszármazása révén örökölték az Earl Marshal tisztséget, amelyet napjainkban is Norfolk hercegei töltenek be. A jelenlegi címet 1644-ben hozták létre Thomas Howard, Arundel 2/4/19. grófja számára, aki a Norfolk hercegi cím örököse volt, miután azt 1572-ben elkobozták. Arundel unokája, Thomas Howard a Stuart-restauráció után, 1660-ban visszakapta a hercegi címet, mint Norfolk 5. hercege, és azóta is Norfolk hercegei viselik ezt a rangot.
A szócikk speciális jelölései
A szócikkhez szorosan kötődő főnemesi címek mellett előfordulhat a ( 1488 II) jelzés. Ez azt jelenti, hogy a nemesi címet a skót peerage-ben, főrendben hozták létre 1488-ban. Ez volt a cím második létrehozása. Gyakran csak a létrehozás sorszámát jelentő római számokat adjuk meg.
A dőlt betűs, kurzív nemesi cím jelentése: a viselő az apja (esetleg nagyapja) második (harmadik) címét viseli, az az ő az örökös vagy az örökös örököse.

## Első létrehozás, Norfolk (és Suffolk) grófja, (1066/67)
Ralph the Staller a XI. század közepén tűnt fel, amikor Anglia trónján Hitvalló Eduárd ült, aki a normann hatásokat erősítette az angolszász udvarban. Ebben az időszakban zajlottak a normann uralom előkészületei, amelyek 1066-ban Hódító Vilmos sikeres hadjáratában csúcsosodt ki. Ralph a normann befolyás ellenére angolszász és breton származású nemesként fontos udvari tisztségeket viselt, például a staller (királyi hadúr) pozíciót.

Ralph the Staller (1011-1068 körül), Norfolk és Suffolk 1. grófja
Ralph the Staller (Radulphus, Ralf, Rauf, Raoul...) jelentős nemes és földbirtokos volt Angliában. Feltehetőleg Emma normandiai hercegnő (előbb II. Ethelred angol király, majd II. Knut dán király felesége) kíséretével érkezett Angliába. Hitvalló Eduárd uralkodása alatt staller tisztséget viselte. Részt vett fontos oklevelek hitelesítésében. Támogatta a franciaországi Saint-Riquier és a norfolki St Benet de Holme apátságokat. A normann hódítás után hűséget fogadott Hódító Vilmosnak, aki elismerte pozícióját, és Kelet-Anglia grófjává (Earl of East Anglia) ( 1066/67 I.) nevezte ki. Jelentős birtokai voltak Norfolkban, Suffolkban és több kelet-angliai megyében, valamint Bretagne-ban, ahol fia, Ralph de Gaël jelentős örökletes földeket szerzett. Fia követte őt a kelet-angliai grófi címben is, de később az Earls-lázadás miatt elveszítette azt. Ralph the Staller halálának pontos körülményei nem ismertek, 1069 vagy 1070 körül hunyt el.

Ralph de Guader (~1040 – ~1096), Norfolk és Suffolk 2. grófja
Ralph de Gaël mind Angliában, mind Bretagne-ban kiterjedt birtokokkal rendelkezett. Apja, Ralph the Staller halála után örökölte a Kelet-Anglia grófja (Earl of East Anglia) címet, amely Norfolk és Suffolk megyéket jelentette. Ő volt a breton Gaël és Montfort bárója, ez több mint negyven parókiát (kb. falu) foglalt magában Bretagne területén. A normann hódítás után előbb hűséget fogadott Hódító Vilmosnak, aki megerősítette angliai és breton birtokaiban.
A király beleegyezése nélkül kötött házassága Emma FitzOsbernnel, ami az 1075-ös Grófok-lázadásához vezetett. A lázadás során Ralph és szövetségesei, Roger de Breteuil, Hereford 2. grófja és Waltheof, Northumbria grófja megpróbálták megdönteni Vilmos uralmát, de a felkelést leverték. Ralph elmenekült Norwich várából, majd a dán király segítségét kérte, de seregei elkéstek. Felesége, Emma feladta a várat, cserébe szabad elvonulást biztosítottak neki.
A lázadás bukása után Ralph elvesztette angliai birtokait és címét, visszatért Bretagne-ba. A breton Gaël és Montfort báróságait megőrizte, ott továbbra is befolyásos báróként élt. Vilmos halála után békét kötött az új normann hatalommal. 1096-ban részt vett az Első keresztes hadjáratban, amely során a Szentföldre vonult, feltételezhetően Jeruzsálem ostromában is részt vett.

## Második létrehozás (1141)

A "Bigod Ancient" címer, amelyet Norfolk 5. grófja, Roger Bigod 1269 után elhagyott, miután megörökölte az Earl Marshal tisztséget: arany mezőben vörös kereszt. Feljegyezve Glover's Roll (B3) és St George's Roll (E23) címerjegyzékekbe.

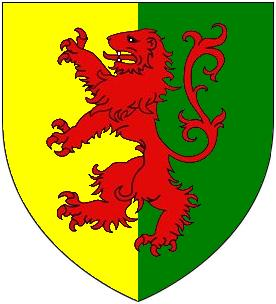
"Bigod Modern" címer: hasított arany és zöld mezőben vörös, ágaskodó oroszlán, amelyet Norfolk 5. grófja, Roger Bigod 1269 után vett fel, miután megörökölte az Earl Marshal tisztséget a Marshal családtól, akik korábban ezt a címert használták. Feljegyezve Glover's Roll (H3) és St George's Roll (E18) címerjegyzékekbe.

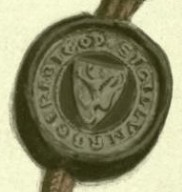
Roger Bigod pecsétje, amelyet az 1301-es bárók leveléhez csatolt, egy ágaskodó oroszlánt ábrázol. Aláírása: Rogerus Bigo, Comes Norff. & Marescallus Anglie (Roger Bigod, Norfolk grófja és Anglia marsallja).

A Norfolk grófja címet a második létrehozás során Hugh Bigod kapta meg, akit 1141-ben Matilda nevezett ki. Hugh Bigod kezdetben István angol királyt támogatta, majd a polgárháború idején ingadozó hűséget mutatott, végül Matilda oldalára állt, akitől megkapta a grófi címet ( 1141 II.). Birtokai java Norfolk és Suffolk megyékben volt található, de birtokaik voltak Normandiában is.
A Bigodok hatalma elsősorban a kelet-angliai területekre összpontosult, ahol jelentős várakkal és földbirtokokkal rendelkeztek. Hugh utódai, köztük Roger Bigod és később Hugh Bigod, a harmadik gróf, kiemelkedő szerepet játszottak a Magna Carta aláírásában is, és katonai valamint politikai befolyásuk révén az angol nemesség egyik vezető családjává váltak. Roger Bigod (5. gróf), politikai konfliktusokba keveredett I. Eduárddal, ami végül a grófi cím elvesztéséhez vezetett, és a Bigod-birtokok 1306-ban a koronára szálltak vissza.

Hugh Bigod (1095–1177), Norfolk 1. grófja
Hugh Bigod apja Roger, Norfolk seriffje volt. Hugh 1120-ban, bátyja, William Bigod halála után örökölte családi birtokait Kelet-Angliában, köztük Norwich várát és több jelentős földterületet. 1141-ben Matilda nevezte ki Norfolk grófjává ( 1141 II.) a polgárháború során, amely I. Henrik halála után tört ki a trónért. Hugh többször váltott oldalt a konfliktus során, kezdetben Istvánt támogatta, majd Matildát, végül azonban fegyveres semlegességet választott. Fontosabb birtoka volt Castle Acre, Framlingham, Thetford és Norwich területei, valamint normandiai földek. Részt vett az 1173–74-es felkelésben II. Henrik ellen, hogy visszaszerezze fejedelmi hatalmát, de a felkelés bukása után kénytelen volt megadni magát. Birtokait azonban megtarthatta, és haláláig Norfolk grófja maradt. 1177-ben hunyt el, valószínűleg Palesztinában.

Roger Bigod (1143–1221), Norfolk 2. grófja
Roger Bigod apja 1176-os halála után azonban csak 1189-ben kapta meg hivatalosan a Norfolk grófi címet, mivel apja második házasságából származó mostohatestvérei vitatták az öröklést. I. Richárd uralkodása alatt megerősítették grófi rangját, és királyi udvari feladatokat is ellátott, például 1189-ben franciaországi követként szolgált. Az 1173–74-es felkelés idején hű maradt II. Henrikhez, míg apja a felkelők oldalán harcolt. Részt vett a Magna Carta aláírásának kikényszerítésében 1215-ben, ahol a huszonöt fős bárói tanács tagja lett, akik felügyelték a királyi ígéretek betartását. Az események miatt kiközösítették, de később visszanyerte királyi kegyét.

Hugh Bigod (1182–1225), Norfolk 3. grófja
Hugh Bigod 1215-ben a Magna Carta egyik aláírója és a huszonöt fős bárói tanács tagja lett (mint a grófi cím örököse), amely a királyi ígéretek betartásáért felelt. Részt vett a bárói felkelésben János király ellen, ami miatt a pápa kiközösítette. Framlingham várának ura volt, és jelentős kelet-angliai földbirtokokkal rendelkezett. Házasságot kötött Maud Marshal-lal, Pembroke 1. grófjának lányával, ezzel tovább erősítve családja politikai helyzetét.

Roger Bigod (1209–1270), Norfolk 4. grófja
Csak 1233-ban erősítették meg hivatalosan a grófi rangját III. Henrik uralkodása alatt. Földbirtokai Kelet-Angliára, különösen Norfolk és Suffolk megyékre terjedtek ki. Anyai ágon Pembroke 1. grófjának unokájaként a Marshal család örökletes Earl Marshal tisztségét is viselte, amely jelentős katonai és udvari befolyást biztosított számára. 1258-ban vezető szerepet játszott a Oxfordi Rendelkezések kikényszerítésében, amelyek a királyi hatalom korlátozását célozták. Bár kezdetben a király ellenzékéhez tartozott, később III. Henrikgel szemben is kompromisszumkészséget mutatott. Gyermekei nem születtek, halála után címét unokaöccse örökölte.
Hugh Bigod (1211–1266) angol nemes és politikus, Norfolk 3. grófjának, Hugh Bigodnak a fia volt. 1258 és 1260 között Anglia főbírája (Justiciar of England) tisztséget töltötte be, amely az ország egyik legmagasabb jogi és politikai pozíciója volt. Ebben a szerepben a királyi hatalom korlátozására irányuló Oxfordi Rendelkezések végrehajtásában is részt vett, amelyek a bárói befolyás növelését célozták. Aktív szereplője volt a XIII. századi angol bárói reformmozgalmaknak, amelyek III. Henrik király uralmát igyekeztek korlátozni. Politikai pályafutása során a királyi és bárói érdekek közötti egyensúlyt próbálta fenntartani.
Roger Bigod (1245–1306), Norfolk 5. grófja
Roger Bigod,  Hugh Bigod, Anglia főbírájának fia, 1270-ben örökölte a Norfolk grófi címet nagybátyja, Roger Bigod után. 1297-ben konfliktusba került I. Eduárd királlyal, amikor megtagadta a hadjáratban való részvételt Gascogne-ban. Kijelentette, hogy csak a király személyes jelenlétében köteles külföldön harcolni.  A király és a gróf közötti vita során Bigod a Magna Carta elveire hivatkozott, és jelentős szerepet játszott az arisztokrácia jogainak védelmében. 1302-ben lemondott a grófi címéről és birtokairól I. Eduárd javára, mivel gyermektelen maradt, és nem volt közvetlen örököse. Halála után a Norfolk grófi cím kihalt, birtokai a koronára szálltak vissza.

### A Bigodok családfája
- Robert le Bigod (~1030-1071)
  - Roger Bigod (–1107)[m 3] ∞ Alice de Tosny
    - William Bigod (–1120)[m 4]
    - Maud le Bigod (–~1085) ∞ William d'Aubigny (–1139)[m 5]
      - William d'Aubigny (1109 – 1176. október 19.),  Arundel 1. grófja ∞ Löweni Adelhaid,  I. Henrik angol király özvegye
        - ...innen lásd Arundel grófjai

    - Hugh Bigod (1095 – 1177),  Norfolk 1. grófja ∞² Juliana de Vere (1116–~1199)
      - Roger Bigod (1143-1221),  Norfolk 2. grófja  ∞ Ida de Tosny
        - Alice le Bigod ∞ Aubrey de Vere (–1214),  Oxford 2. grófja [m 6]
        - Hugh Bigod (1182–1225),  Norfolk 3. grófja  ∞ Maud Marshal (1192–1248)[m 7]
          - Roger Bigod (~1209–1270),  Norfolk 4. grófja  ∞ Skóciai Izabella[m 8]
            - Alice Bigod

          - Hugh Bigod (1211-1266)
            - Roger Bigod (1245–1306),  Norfolk 5. grófja

## Harmadik létrehozás (1312)
Thomas of Brotherton (1300–1338), Norfolk 1. grófja

Thomas of Brotherton címerpajzsa. A Plantagenet-ház címere: vörös mezőben három arany, haránt fekvő, elölről néző oroszlán egy oszlopban, a pólya függőkkel mutatja, hogy az uralkodó legitim fia

Thomas of Brotherton I. Eduárd angol király ötödik fia volt. 1312-ben, mindössze 12 évesen kapta meg Norfolk grófi ( 1312 III.) címét és az Earl Marshal tisztséget. Az 1320-as években bátyja, II. Eduárd uralkodása alatt részt vett a királyi tanács munkájában, de a Despenser-fivérek növekvő befolyása miatt szembekerült a királyi udvarral. 1326-ban támogatta Izabella királynét és Roger Mortimert, akik megbuktatták II. Eduárdot. III. Eduárd uralkodása alatt is megtartotta a grófi címét, de politikai befolyása csökkent. Az általa viselt Earl Marshal tisztség örökletes lett a családja számára. 1338. augusztus 4-én hunyt el a suffolki Framlinghamben.
Margaret (1320–1399), Norfolk 2. grófnője, majd Norfolk hercegnője (1397, nem öröklődő)
Margaret of Norfolk (Margaret of Brotherton) 1335-ben feleségül ment John Segrave-hez, a 4. Segrave báróhoz, akitől két fia és két lánya született. 1350-ben megpróbálta érvényteleníttetni házasságát arra hivatkozva, hogy még nem volt házasságképes korú a frigy idején, és soha nem egyezett bele a közös életbe. III. Eduárd megtiltotta neki, hogy elhagyja Angliát, de Margaret álruhában mégis Franciaországba utazott, hogy személyesen kérje a pápától a házasság érvénytelenítését. Apja 1338-as halála után megörökölte Norfolk grófságát és az Earl Marshal tisztséget – ezért néha Margaret Marshal néven említik –, így ő lett az egyetlen nő, aki valaha betöltötte ezt a pozíciót. 1397-ben II. Richárd király érdemei elismeréseként élete végéig szólóan Norfolk hercegnéjévé nevezte ki. Margaret jelentős birtokokkal rendelkezett Kelet-Angliában, különösen Norfolk és Suffolk megyékben.
Thomas de Mowbray (1366–1399), Norfolk 3. grófja, Nottingham 1. grófja, Norfolk 1. hercege
Thomas de Mowbray (1385–1405), Norfolk 4. grófja
Thomas de Mowbray apja, Thomas de Mowbray, Norfolk 1. hercege halála után, 1399-ben örökölte a Norfolk és Nottingham grófi címeket, de a hercegi címet nem kapta meg. Az Earl Marshal tisztséget is megörökölte, de ez csak névleges volt, mivel a tényleges katonai hatalmat Ralph Neville, Westmorland 1. grófja gyakorolta. Eljegyezték Constance Hollanddal, Exeter 1. hercegének lányával, de a házasságot soha nem kötötték meg. 1405-ben részt vett a Percy család és Richard le Scrope, yorki érsek és mások által vezetett északi lázadásban. A lázadók seregeit azonban John of Lancaster és Ralph Neville Westmorland 1. grófja vezette királyi csapatok legyőzték Shipton Moor-nál. Mowbray-t és Scrope-ot elfogták és IV. Henrik király parancsára 1405. június 8-án Yorkban lefejezték őket. Halála után öccse, John de Mowbray örökölte a családi címeket. Mowbray-t a yorki ferences templomban temették el, fejét két hónapig a Bootham Bar-nál állították ki, mielőtt visszahelyezték volna a testéhez.
John de Mowbray (1392–1432), Norfolk 2. hercege, Norfolk 5. grófja
John de Mowbray (1415–1461), Norfolk 3. hercege, Norfolk 6. grófja
John de Mowbray (1444–1476), Norfolk 4. hercege, Norfolk 7. grófja
Anne de Mowbray (1472–1481), Norfolk 8. grófnője

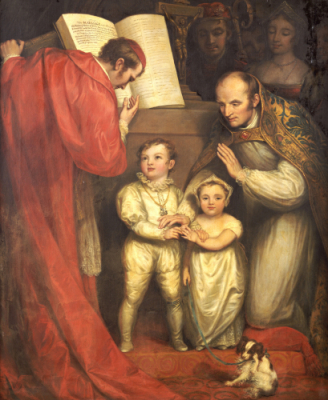
Richard of Shrewsbury, York hercegének házassága Lady Anne Mowbray-vel, James Northcote (1746–1831) festménye a XIX. századból.

Anne de Mowbray szülei egyetlen életben maradt gyermeke volt. Apja 1476-os halála után Anne jelentős örökösnő lett. Hatéves korában, 1478. január 15-én, a Westminsteri apátság Szent István-kápolnájában vette el a négyéves Richard of Shrewsbury, York hercege. Richard IV. Eduárd király és Elizabeth Woodville második fia volt. Anne kilencévesen, 1481. november 19-én hunyt el Greenwichben. Anne-t először a Westminster-apátság Szent Erasmus-kápolnájában temették el, azonban a kápolna lebontása után, 1502 körül, maradványait az Aldgate-i Szent Klára apácák kolostorának kriptájába helyezték át. 1964 decemberében, Stepneyben építkezés közben véletlenül felfedezték az ólomból készült koporsóját, amelyet feltártak és tudományos vizsgálatnak vetettek alá. Maradványait végül 1965 májusában a Westminster-apátság VII. Henrik-kápolnájában temették el, ahol feltehetőleg férje, Richard of Shrewsbury és annak bátyja, V. Eduárd is nyugszik. A vizsgálatok során Anne koponyáján még mindig vörös hajszálak maradtak, és a halotti lepel is részben épen megmaradt. Halála után Anne örökösei szokás szerint unokatestvérei, William, Berkeley vikomtja és John Howard lettek volna, de 1483 januárjában egy parlamenti döntés értelmében az öröklési jogokat férje, Richard kapta meg, majd örökösei, azok hiányában IV. Eduárd leszármazottai. „Férje“ és annak bátyja, V. Eduárd két év múlva tűntek el a londoni Towerben.

## Negyedik létrehozás (1477)
Richárd angol királyi herceg (1473–1483), York 1. hercege, Norfolk hercege (1477), Nottingham grófja (1476), feltehetően Warenne grófja (1477)

## Ötödik létrehozás (1644)
Thomas Howard (1585–1646), Norfolk 1. grófja, Arundel 19. grófja
Henry Frederick Howard (1608–1652), Norfolk 2. grófja, Arundel 20. grófja
Thomas Howard (1627 – 1677),  Norfolk 3. grófja, Arundel 21. grófja, Norfolk 5. hercege (a hercegséget visszaállították 1660-ban)
...innen Norfolk hercegei viselték és viselik a Norfolk grófja címet